# Nicky Hofs
Nick „Nicky“ Hofs (* 17. Mai 1983 in Arnhem) ist ein ehemaliger niederländischer Fußballspieler. Er stand seit 2013 in verschiedenen Positionen als Jugendtrainer bei der SBV Vitesse in seiner Heimatstadt Arnhem unter Vertrag. Seit 2017 fungiert er als Co-Trainer der in der Eredivisie spielenden ersten Mannschaft.

## Spielerkarriere

### Verein
Seine Karriere begann er im Alter von fünf Jahren im Jugendteam des Arnheimer Vereins Arnhemse Boys. 1995 wechselte er in die Jugend von Vitesse Arnheim. 2001 wurde er ins A-Team von Vitesse geholt. Gleich in seiner ersten Saison kam er zu 13 Einsätzen und konnte zwei Treffer verzeichnen. Zur Winterpause der Saison 2004/05 wechselte er zu Feyenoord Rotterdam. Zur Spielzeit 2005/06 kam Hofs zu einem guten Start mit vier Toren in sechs Begegnungen. Eine schwere Knieverletzung zwang ihn allerdings zu einer Pause. Nachdem er 2007/08 nur zu elf Einsätzen in der Eredivisie für Rotterdam kam, entschieden die Feyenoord-Verantwortlichen, ihn für die Folgesaison an Arnheim auszuleihen. Danach entschied sich Arnheim zu einer Verpflichtung und Hofs unterschrieb einen Zweijahresvertrag. Dieser wurde jedoch 2010 wegen der Finanzprobleme von Vitesse aufgelöst; Hofs wechselte zum zyprischen Erstligisten AEL Limassol. Ende der Saison 2010/11 kehrte er in die Niederlande zurück, wo er sich ab Juli bei seinem alten Verein in Arnhem fit hielt. Vier Wochen später erhielt er einen neuen Einjahresvertrag bei Vitesse. In der Winterpause 2012/13 wurde Hofs an den späteren Absteiger Willem II nach Tilburg ausgeliehen. Nach der Saison 2012/13 beendete Hofs seine aktive Laufbahn und übernahm eine Stelle als Jugendtrainer bei Vitesse. Hofs bestritt in der Eredivisie 239 Spiele, davon 163 mit 28 Toren für Vitesse, 68 mit 21 Treffern für Feyenoord und neun ohne ein Tor für Willem II. Dazu kamen 14 Ligaspiele für AEL Limassol.

### Nationalmannschaft
Hofs war Kapitän der U-21 Auswahl der niederländischen Nationalmannschaft, welche 2006 Europameister wurde. Im Halbfinale traf er doppelt, im Finale gegen die Ukraine einmal. Hinter seinem Teamkollegen Klaas-Jan Huntelaar wurde er Zweiter in der Torschützenliste.
Sein einziges Spiel in der A-Nationalmannschaft bestritt er als Einwechselspieler am 1. März 2006 gegen Ecuador.

## Erfolge als Spieler
- U-21 Europameister: 2006

## Trainerkarriere

### Verein
Neben einem kurzen Engagement beim Amateurclub MASV in der Saison 2013/2014, steht Nicky Hofs seit 2013 als Trainer bei seinem Heimatverein Vitesse Arnheim unter Vertrag. Von 2013 bis 2017 ausschließlich Assistent der U19-Mannschaft, wurde er im gleichen Jahr zunächst zum Cheftrainer der U19, später zum Co-Trainer der von Henk Fraser trainierten ersten Mannschaft befördert.

## Privates
Nicky Hofs ist der Neffe der Brüder Bennie Hofs und Henk Hofs, beide ehemalige Spieler von Vitesse Arnheim.